# Валерій Гадомський

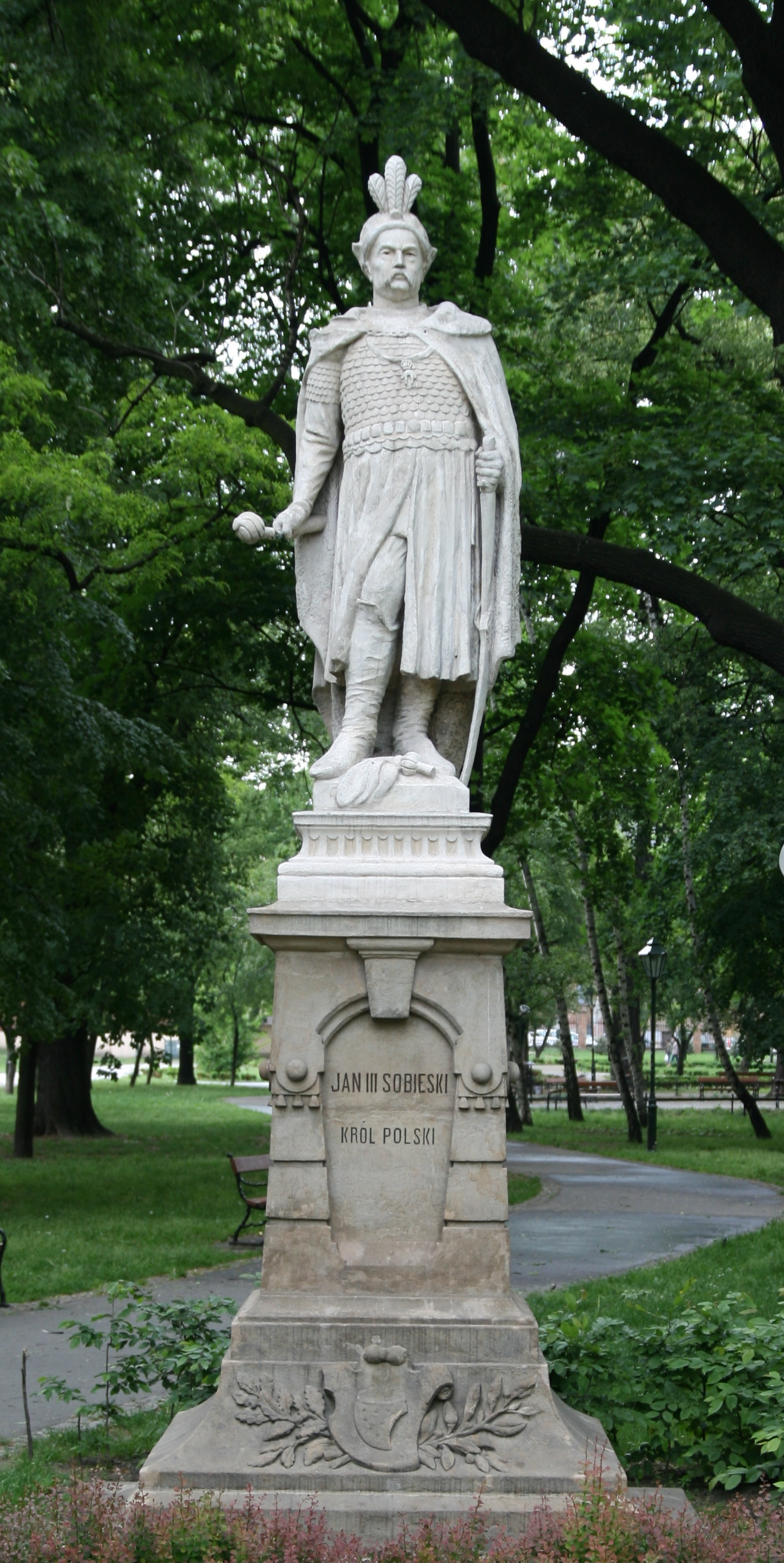
Пам'ятник Яну III Собеському в Стрілецькому парку в Кракові

Валерій Гадомський (пол. Walery Gadomski, 1833, Краків — 16 березня 1911, Краків) — польський скульптор.

## Життя та творчість
Навчався в Академії образотворчих мистецтв у Кракові, вивчав живопис у Войцеха Статтлера та скульптуру у Генріка Косовського. У 1856—1858 рр. навчався у Відні. Брав активну участь у Січневому повстанні (1863).
З 1876 року працював на посаді викладача в Академії образотворчих мистецтв у Кракові (тоді Школі образотворчих мистецтв), з 1877 року був професором університету, до моменту втрати зору у 1887 році.
Валерій Гадомський брав участь у реконструкції Суконних рядів та скульптурних композицій та ризалітів будинків на вул. Сенній. Створював статуї, бюсти та медальйони з гіпсу, теракоти та мармуру Каррара.
У 90-тих роках внаслідок сліпоту він припинив свою мистецьку діяльність, а його незакінчені роботи завершив Міхал Корпаль, який працював у скульптурній майстерні Валерія Гадомського.
Помер у 1911 році, похований на Раковицькому кладовищі у Кракові, у кварталі Ра, де поховані ветерани повстань 1830/1831, 1846/1848 та 1863/1864 років.

## Основні твори
- пам'ятник Казимиру III Великому в Бохні (1871)
- пам'ятник Миколаю Копернику в будівлі Польської академії наук у Кракові (1872)
- статуя Артура Ґроттґера у домініканській церкві у Львові 1876—1880 рр.,
- пам'ятник Яну III Собеському в парку Стшелецьких у Кракові (1883)
- пам'ятник Яну III Собеському в Перемишлі (1884)
- Іродіада в Національному музеї (1883)
- пам'ятник Казиміру Броджиньському в Тарнові (1884)
- пам'ятник Миколаю Зиблікевичу на площі Всіх Святих у Кракові (1887)
- пам'ятник папі Пію IX у церкві св. Петра і Павла у Кракові (після 1880 р.)
- статуя Сигізмунда ІІ Августа в Стрілецькому парку в Кракові.

Він також створив фігурні композиції: «Христос, знятий з хреста», «Пробудження» та портретні скульптури Яна Матейка, Люціана Семенського.